# Sura cyanea
Sura cyanea is een vlinder uit de familie wespvlinders (Sesiidae), onderfamilie Sesiinae.
Sura cyanea is voor het eerst wetenschappelijk beschreven door Hampson in 1919. De soort komt voor in het Oriëntaals gebied.